# Hauptstraße 71 (Bergheim)

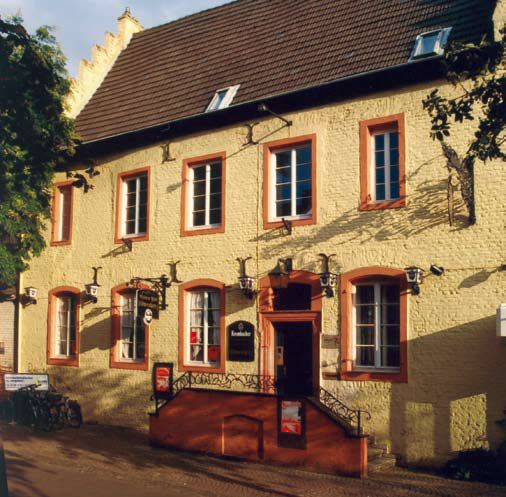
Das Haus auf der Hauptstraße Nr. 71 in Bergheim

Das Haus auf der Hauptstraße Nr. 71 (auch „Das Haus der Revolutionäre“ genannt) ist ein denkmalgeschütztes Gebäude aus dem 13. Jahrhundert und befindet sich in der Innenstadt der Kreisstadt Bergheim im Rhein-Erft-Kreis.

## Baugeschichte und Architektur
Die früheste Bebauung des Grundstückes Nr. 71 reicht in das 13. Jahrhundert zurück. Damals stand auf dem heutigen Hof ein Wohnturm aus Fachwerktechnik, der von einem Wassergraben umgeben war. Er könnte einem auf der Bergheimer Burg dienenden Burgmannen gehört haben. Dieser Fachwerkbau wurde durch einen Brand zerstört. Man hält es für möglich, dass dies im Jahr 1239 bei der Eroberung Bergheims durch den Erzbischof von Köln geschah. Auf dem Gelände des heutigen Wohnhauses entstand im 16. Jahrhundert ein Wohnhaus mit der Schmalfront zur Straße. Es wurde nach 1550 zerstört und stand für längere Zeit leer. Auf den Resten dieses Gebäudes wurde zu Beginn des 17. Jahrhunderts der noch erhaltene Bau errichtet. Hierbei entstand durch Verwendung der erhaltenen Restmauern, der Fensterrahmungen und der Kaminanlage ein Gebäude mit der Breitfront zur Straße. Der zweistöckige Backsteinbau besitzt seitliche Treppengiebel. Ursprünglich führte der Eingang über einen im Hof gelegenen Treppenturm, der die Stockwerke miteinander verband. Im 18. Jahrhundert wurde dieser jedoch durch eine zur Straße hin gelegene Haustüre ersetzt. Das schmiedeeiserne Aushängeschild zeigt einen Löwen und ist mit Rankenwerk verziert. Es gehörte ursprünglich nicht zur Apotheke, sondern ist von Claus Schüller in den 20er Jahren in München erworben und hier angebracht worden.

## Heutige Nutzung
1836 übernahm Dr. Heinrich Harff die Apotheke, welcher er den Namen „Löwenapotheke“ verlieh. Die Apotheke wechselte seither mehrfach die Besitzer, bis sie 1927 an die Familie Schüller überging.
1957 wurde die Apotheke in die Kölner Straße 4 verlegt. 1986 verkaufte Hans Klaus Schüller das Haus in der Hauptstraße 71. Gegenwärtig dient es als Bistro mit dem Namen „Best“.